# Rhodania porifera
Rhodania porifera är en insektsart som beskrevs av Goux 1935. Rhodania porifera ingår i släktet Rhodania och familjen ullsköldlöss. Inga underarter finns listade i Catalogue of Life.